# Silverback Cargo Freighters
Silverback Cargo Freighters es una aerolínea de carga con base en Kigali, Ruanda. Opera dos Douglas DC-8 de carga.
Silverback Cargo Freighters aparece en la lista de aerolíneas prohibidas en la Unión Europea.

## Destinos
Silverback Cargo Freighters atiende los siguientes destinos (en septiembre de 2008):

### África
- - Buyumbura (Aeropuerto Internacional de Buyumbura)
- - Yamena (Aeropuerto Internacional de Yamena)
- - Kinshasa (Aeropuerto Internacional de Kinshasa)
  - Lubumbashi (Aeropuerto Internacional de Lubumbashi)
- - Addis Abeba (Aeropuerto Internacional Bole) Hub
- - Acra (Aeropuerto Internacional Kotoka)
- - Monrovia (Aeropuerto Internacional Roberts)
- - Lagos (Aeropuerto Internacional Murtala Muhammed)
- - Kigali (Aeropuerto Internacional de Kigali) Hub
- - Johannesburgo (Aeropuerto Internacional OR Tambo)
- - Jartum (Aeropuerto Internacional de Jartum)
- - Mwanza (Aeropuerto de Mwanza)
- - Lomé (Aeropuerto de Lomé-Tokoin)
- - Entebbe (Aeropuerto Internacional de Entebbe)

### Asia
- - Kabul (Aeropuerto Internacional de Kabul)
- - Bombay (Aeropuerto Internacional Chhatrapati Shivaji)
- - Yida (Aeropuerto Internacional Rey Abdulaziz) Hub
- - Bangkok (Suvarnabhumi Airport)
- - Dubái (Aeropuerto Internacional de Dubái) Hub

### Europa
Todos los vuelos a la Unión Europea están cancelados debido a la prohibición de vuelos en los países de la zona.

## Flota
La flota de Silverback Cargo Freighters incluye las siguientes aeronaves (en septiembre de 2008):
| Avión            | Total | Rutas             |
| ---------------- | ----- | ----------------- |
| Douglas DC-8-62F | 2     | Corto-Largo radio |